# Shannon Curfman
Shannon Marie Curfman (Fargo (North Dakota), 31 juli 1985) is een Amerikaanse blueszangeres en -gitariste. Ze werd bekend in 1999 toen ze op 14-jarige leeftijd haar eerste album uitbracht als gitariste en zangeres. Curfman toerde met John Mellencamp, Buddy Guy, George Thorogood en de Indigo Girls. Ze was te gast en speelde in Jay Leno's The Tonight Show, David Letterman's Late Night en Craig Kilbourns Good Morning America, evenals de Rosie O'Donnell Show en andere tv-shows. In 2006 richtte Curfman het onafhankelijke label Purdy Records op. In 2010 vervoegde ze zich bij de band Twisted Brown Truckers van Kid Rock als zangeres en gitariste.

## Discografie

### Albums
- 1999: Loud Guitars, Big Suspicions (Arista Records)
- 2006: Take It Like a Man (ep, Purdy)
- 2007: Fast Lane Addiction (Purdy)
- 2010: What You're Getting Into (Purdy)

- International Standard Name Identifier: 0000 0000 7413 1944
- Library of Congress Control Number: no00013315
- MusicBrainz: c2c6f558-c80a-4fb9-a7b7-fa308439af2e
- Virtual International Authority File: 9384636
- WorldCat: E39PBJy8wTXYwrT7WfcqrQMVmd